# Bubenheimer Flesche

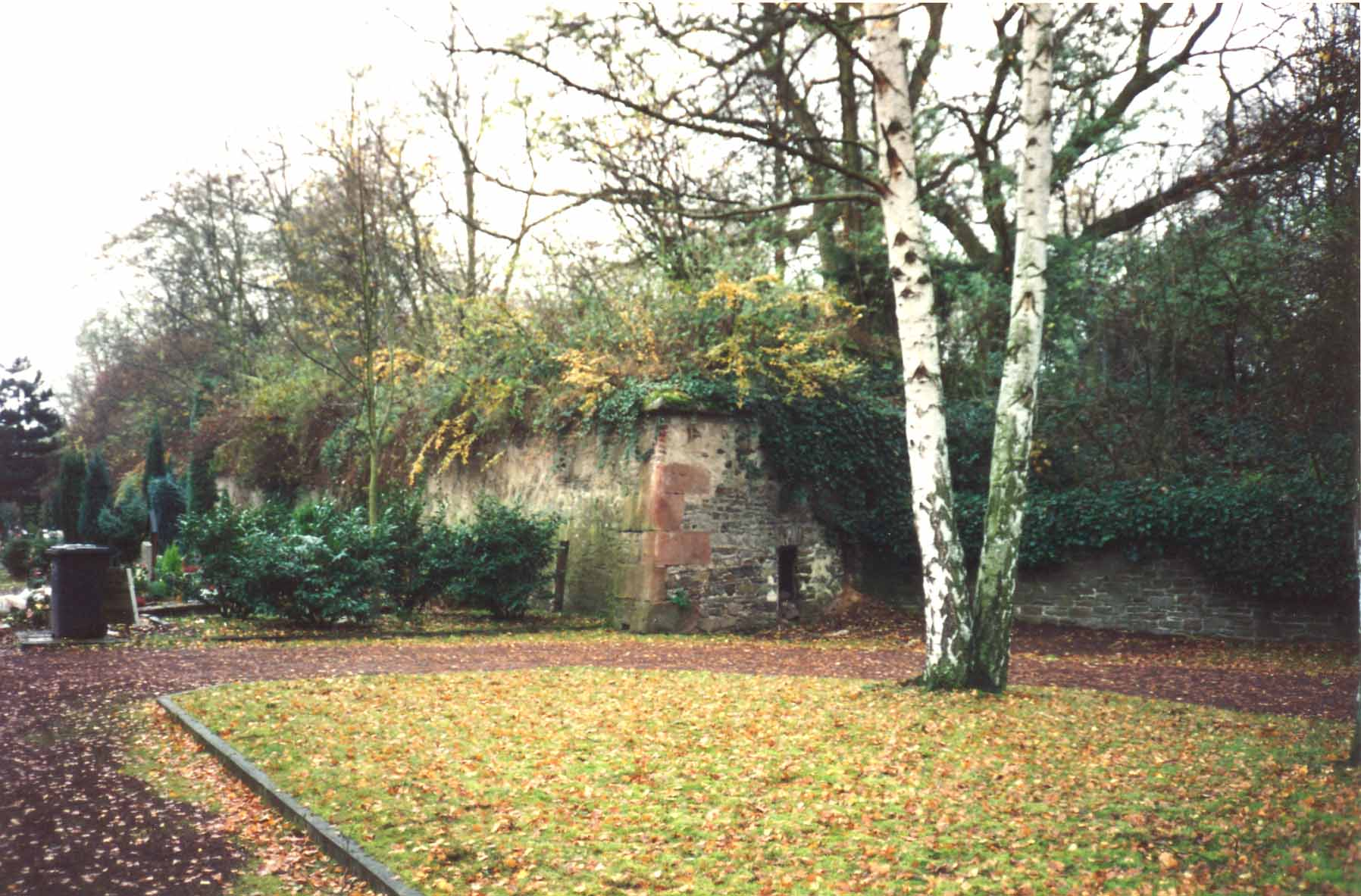
Reste der Escarpe der Bubenheimer Flesche

Die Bubenheimer Flesche war Teil der preußischen Festung Koblenz und gehörte zum System Feste Kaiser Franz. Von der 1822 im heutigen Koblenzer Stadtteil Lützel fertiggestellten Flesche sind nach der Schleifung 1920 und der endgültigen Zerstörung 1969 nur noch Reste erhalten geblieben. Sie ist nach dem benachbarten Stadtteil Bubenheim benannt.

## Geschichte

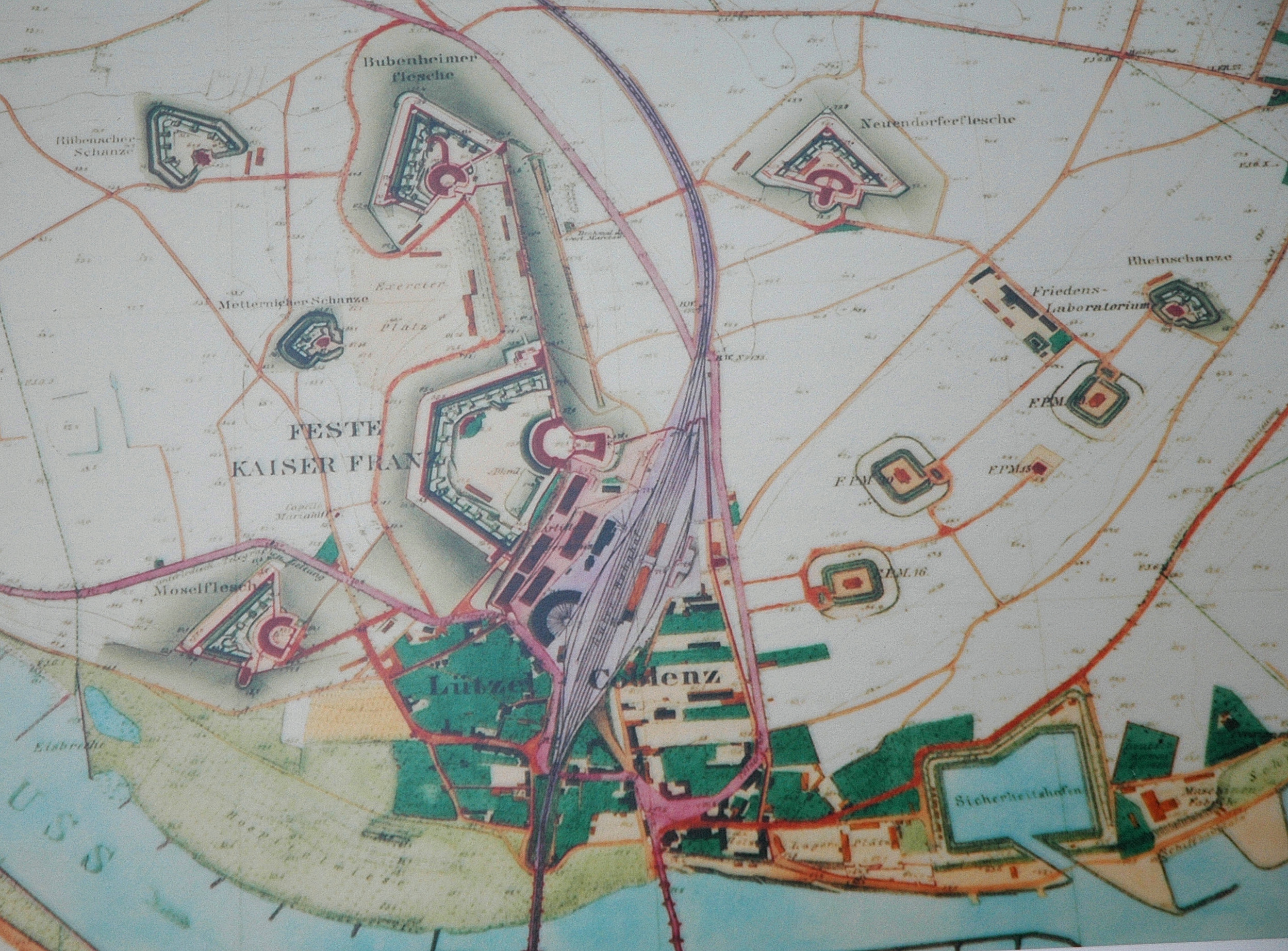
Das System Feste Kaiser Franz in den 1880er Jahren

Die Bubenheimer Flesche wurde in den Jahren 1816/17 bis 1822 an der Ostseite des Petersbergs, einer Erhebung auf der linken Moselseite, erbaut und bildete gemeinsam mit der Feste Kaiser Franz den Kern des Systems.
Erst nach 1850 kam es zu größeren Veränderungen und Korrekturen am Werk. So wurde z. B. der Wall in den Jahren von 1864 bis 1866 traversiert und reguliert, 1877/78 wurde die eingestürzte linke Flanke wieder aufgebaut. Mit den übrigen Werken des Systems wurde die Flesche schließlich 1890 aufgelassen. Auf der linken Seite wurde in der Folgezeit der Wall abgetragen und mit der Erde der Graben zugeschüttet. Hier fanden dann drei Pulvermagazine Platz, die zuvor im Neuendorfer Feld gestanden hatten.
Nach dem Ersten Weltkrieg fiel die Flesche, wie auch die anderen Koblenzer Festungswerke, unter die Bestimmungen des Artikels 180 des Versailler Vertrags und musste entfestigt werden. Die Entfestigungsarbeiten in Koblenz begannen an der Bubenheimer Flesche, wo etwa Mitte Juli die ersten Arbeiten stattfanden. Zur Vorbereitung der vorgesehenen Sprengarbeiten fanden hier Anfang September 1920 die ersten Sprengversuche statt. Die Abbrucharbeiten an der Flesche waren etwa Mitte November 1920 beendet. Erhalten blieben unter anderem das Reduit sowie eine anschließende Mörserbatterie. Die Trümmer der übrigen, gesprengten und abgebrochenen Teile verblieben an Ort und Stelle.
Auf dieser Trümmerlandschaft entstand unter Einbeziehung der Festungsreste in den 1930er Jahren der Lützeler Volkspark. Hierfür wurde das komplette Gelände im Zuge von Arbeitsbeschaffungsmaßnahmen begradigt und neu gestaltet. Das Reduit beherbergte seit 1937 eine Gaststätte, 1938 entstand in der Mörserbatterie ein Überwinterungshaus für Pflanzen.
Im Zweiten Weltkrieg wurde der Volkspark ein Opfer des Bombenkrieges. Der Wiederaufbau des Parks erfolgte nach 1955 nur in vereinfachter Form. Im unteren, zur Eisenbahn gelegenen Teil entstand der Lützeler Friedhof. Bereits 1953 hatte die Gaststätte im nur leicht beschädigten Reduit wieder ihre Pforten eröffnet. Sie war in den 1960er Jahren ein beliebtes Ausflugslokal und ein Beatschuppen. Als das Lokal schließlich 1967 schloss, stand das Gebäude zunächst leer. Mangels anderer Nutzungskonzepte ließ die Stadt Koblenz schließlich 1969, um ein weiteres Herunterkommen des Gebäudes und den Einzug unerwünschter Personen zu vermeiden, das Reduit samt Mörserbatterie zerstören. Die Reste verblieben im Park und wurden mit Erde bedeckt, so dass sich an dieser Stelle heute ein Hügel erhebt.
Die letzten sichtbaren Reste der Bubenheimer Flesche befinden sich heute auf dem Lützeler Friedhof. Hier sind ein Teil der Escarpe der rechten Face sowie Teile der rechten Flankenbatterie erhalten. Ebenfalls erhalten ist die Außenwand der Kommunikation zur Feste Kaiser Franz, während der dahinter liegende Gang durch abschnittsweises Sprengen schon 1920 unbrauchbar gemacht wurde. Derzeit gibt es Pläne, den Volkspark durch den Bau eines Aussichtsturmes aufzuwerten und neu zu gestalten. Im Zuge dieser Planungen ist auch im Gespräch, die Reste des Reduits auszugraben bzw. abzutragen.

## Bau
Die Flesche war gegen Nordwesten Richtung Bubenheim ausgerichtet. Der umlaufende Graben war jeweils durch zwei Grabenwehren sowie durch krenelierte Escarpe und Konterescarpe gesichert. Die rechte Grabenwehr, die in Teilen heute noch erhalten ist, steht fast vollständig frei am Ende des Grabens. In der Kehle des Werks befand sich ein Reduit in Form eines Dreiviertelkreises, welches zur Feste Kaiser Franz hin geöffnet war. Daran schloss sich in Richtung der Spitze der Flesche eine Mörserbatterie an. Die Bubenheimer Flesche war über einen Hohlgang, der sogenannten Kommunikation, mit der Feste Kaiser Franz verbunden. Dieser bot ausreichend Raum, um ungesehen Truppen und sogar Kanonen von einem Festungswerk zum anderen zu verschieben. Von hier aus konnte die Festungsbesatzung über Schießscharten auch die Kehle der beiden Werke und das Gelände dazwischen sichern.